# Burg Bromberg
Burg Bromberg (früher auch Branburg) ist eine abgegangene Höhenburg auf einem kleinen Bergsporn über dem Kirbachtal, der heute zur Gemarkung von Sachsenheim im baden-württembergischen Landkreis Ludwigsburg gehört. Die Burg wurde vor 1200 erbaut und 1824 zur Zweitverwertung abgetragen.

## Geographie

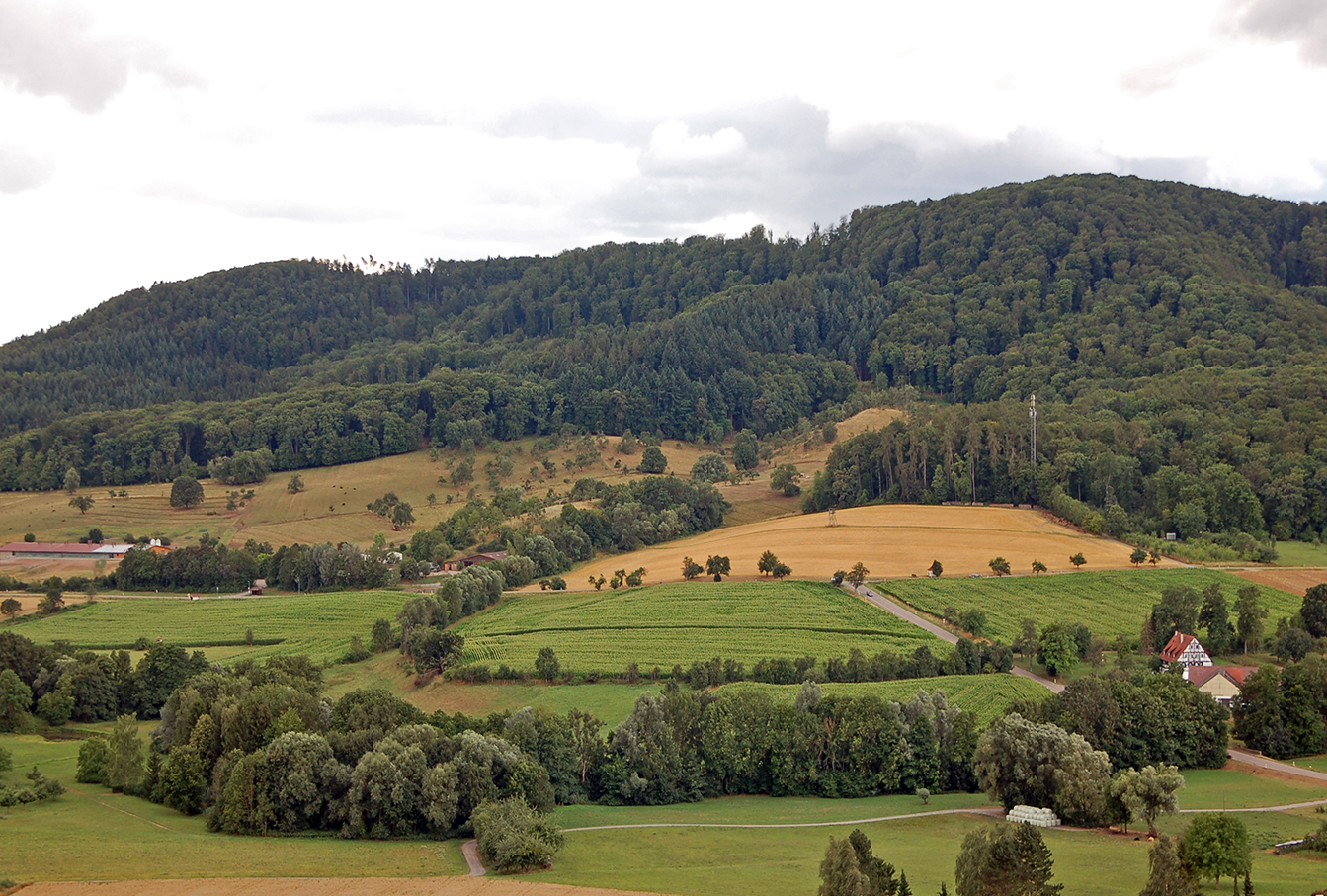
Bromberg-Panorama über dem Kirbach: links die Bromberger Höfe, darüber der Gaisbühl und der Sporn des Burgstalls, rechts die Bromberger Mühle

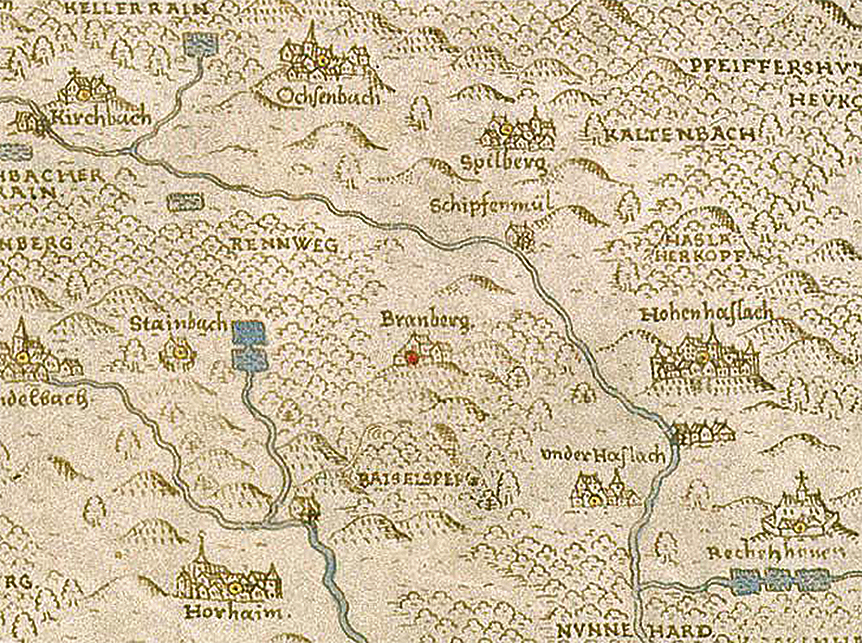
Branberg auf der Gadnerschen Forskarte von 1590; als einziger Ort in der Umgebung noch nicht in württembergischem Besitz (roter statt gelber Punkt)

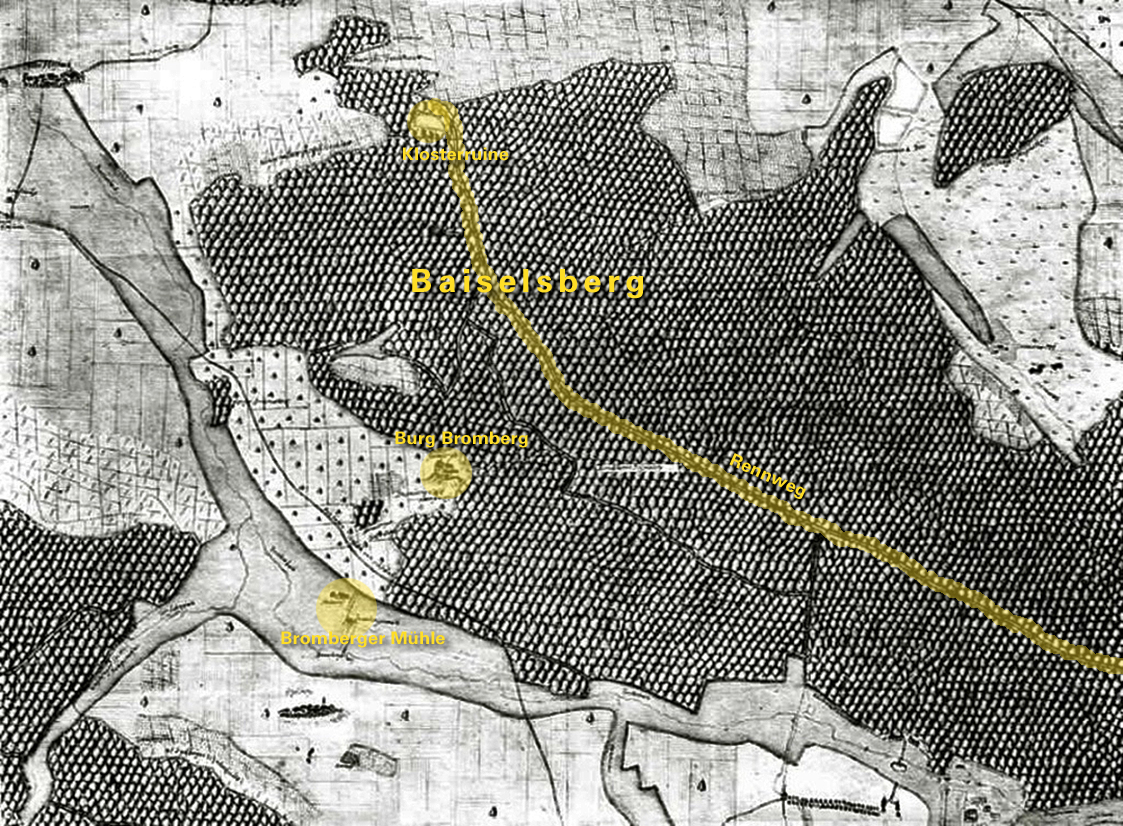
Forstkarte Nr. 98 von 1684 mit Markierungen

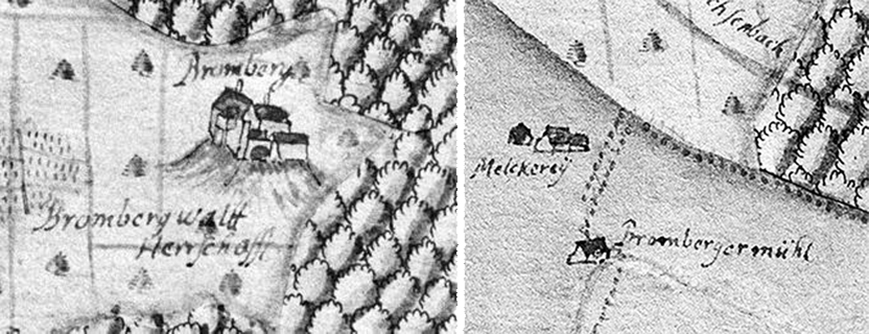
Forstkarten-Ausschnitte von Burg Bromberg und von der Bromberger Mühle mit Melkerei

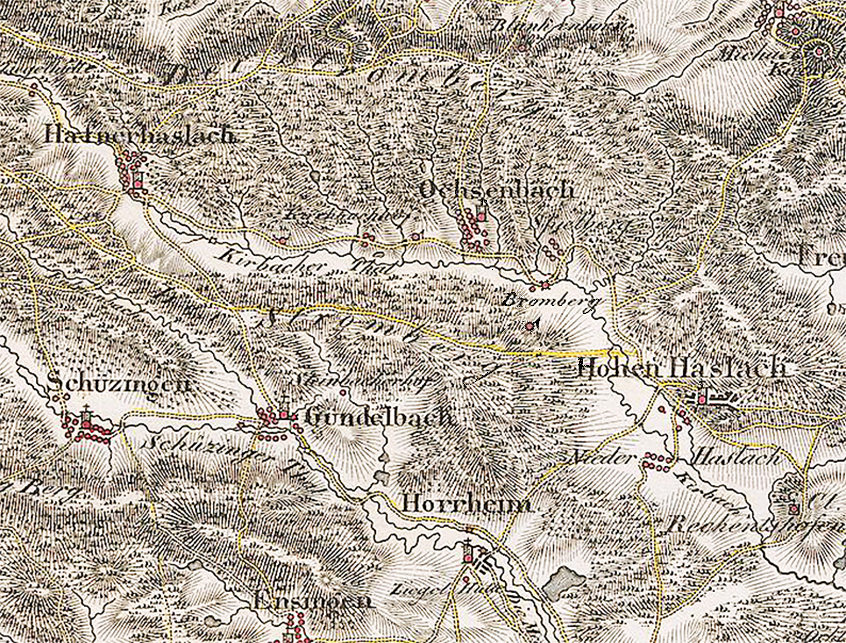
Bromberg um 1808 mit Ruinensignatur auf Bohnenbergers Charte von Schwaben, Blatt 4

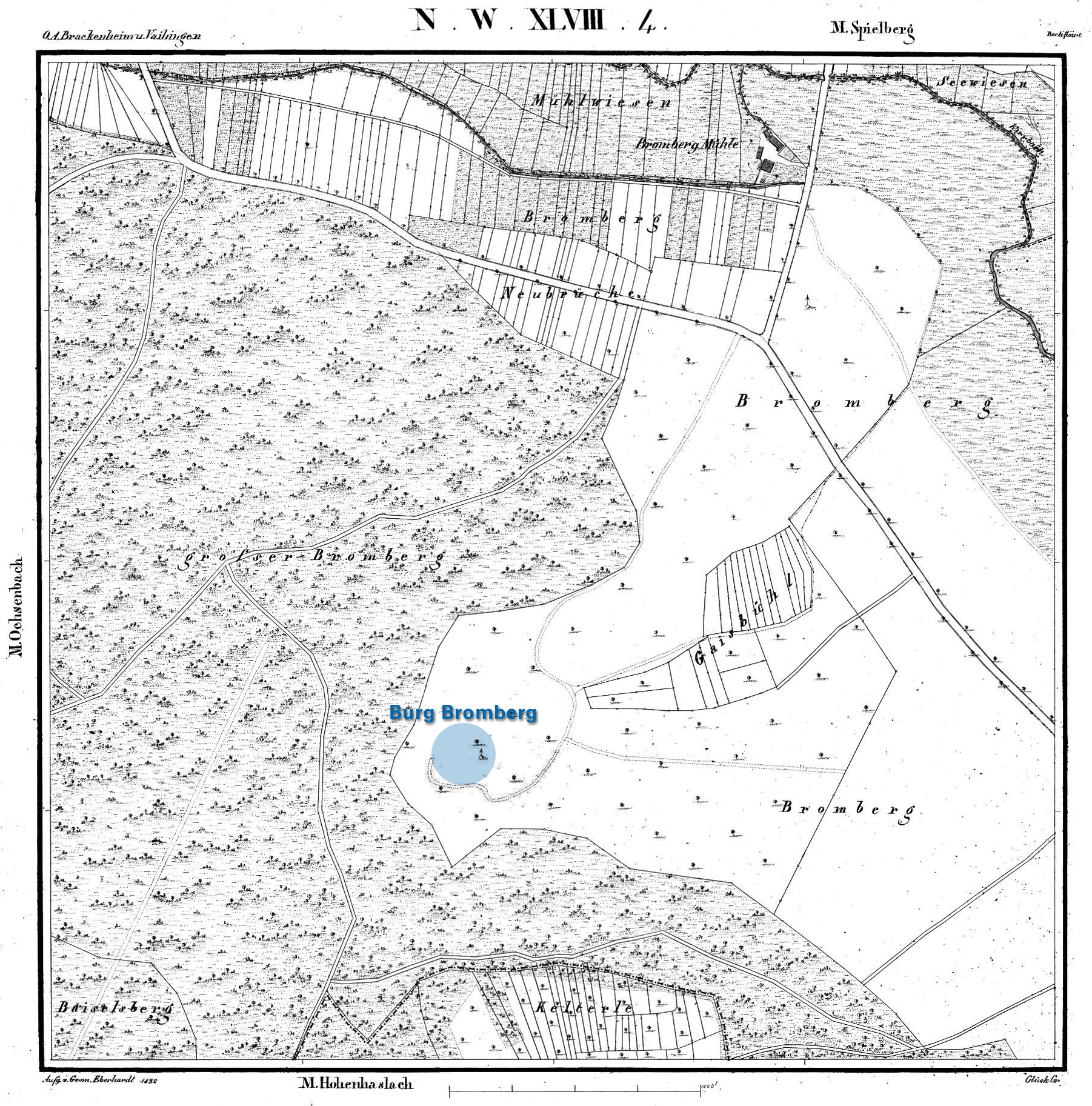
Standort der abgetragenen Burg auf der Flurkarte NW 48/4 von 1832. Außerdem: Mühle mit Graben sowie Bromberger Flurnamen. Naheliegend erscheint eine Wüstung unterhalb des „Schlössles“

Der heute Schlössle genannte, gut erhaltene Burgstall liegt auf einem kleinen, ob seiner Kegelform offenbar von Menschenhand erhöhten Bergsporn an der Nordostabdachung des Baiselsbergs auf einer Höhe von 326 m ü. NN. Der Weg von der Bromberger Mühle (Höhe: 250 m ü. NN) im Kirbachtal führte durch den ehemaligen Burgweiler südlich um die Burg herum und über zwei bergseitige Wälle und Halsgräben zum Burgtor. Oberhalb der Burg verlief auf dem Kamm des Baiselsbergs ein Rennweg. Rund 300 Meter südsüdöstlich vom Burgstall findet sich in einer Klinge die im 19. Jahrhundert entstandene Kleinsiedlung Kelterle, rund 800 Meter südlich stößt man auf Relikte des Frauenklosters Baiselsberg.

### Kartenbelege
Die Burg ist auf Karten vom 16. bis zum 19. Jahrhundert dokumentiert:
- erstmals 1590 auf der Forstkarte von Georg Gadner,[1] der seinen Lebensabend auf dem „Nirbenhof“ unterhalb der Burg verbrachte,[2]
- um 1682 als „Bramberg“ auf einer Karte des Strombergs von Henri Sengre,[3]
- 1683 mit Bild im Kieserschen Forstlagerbuch,[4]
- 1684 mit Bildern auf der Kieserschen Forstkarte,[5]
- 1684 mit Grenzsteinen im Mess- und Rissbuch von Johann Christ. Hirsch, württ. Forstrenovator am Stromberg,[6]
- um 1700 von Johann Majer im Kontext mit dem Kirbachhof,[7]
- um 1808 als Ruine auf Bohnenbergers topographischer „Charte von Schwaben“, Blatt 4.[8]

Dass die Burg im Mittelalter so ausgesehen hat, wie im 17. Jahrhundert gezeichnet, ist unwahrscheinlich. Vermutlich hatte sie wie viele andere Burgen an solch einem Standort ursprünglich eine hohe Schildmauer zur Bergseite und eventuell auch einen Bergfried. So aussagekräftig der Burgstall auch ist, müsste für eine zweifelsfreie Beschreibung der Burgstruktur eine Untersuchung der Fundamente vorgenommen werden.

### Burgweiler
Der Namenswechsel der von ihren mittelalterlichen Erbauern „Branburc“ genannten Burg weist ebenso wie die Flurnamen vom Bromberger Wald am Hang bis in die Talaue, wo im 17. Jahrhundert neben der erhaltenen Bromberger Mühle noch eine Melkerei (heute Bromberger Höfe) bestand, auf einen ehemaligen Burgweiler mit eigener Markung hin. Der Bromberger Wald blieb auch unter württembergischer Herrschaft eine extra versteinte Forstparzelle. Wann das in Maulbronner Klosteramtsakten als Amtsort aufgeführte Bromberg zur Teilwüstung wurde, konnte bislang nicht geklärt werden.

## Geschichte

### Herren von Bromberg
|  | Nach der 1203 erstmals erwähnten „Branburc“ (mhd. bramo = Brombeeren) nannte sich ein vom 13. bis 15. Jahrhundert bezeugtes edelfreies Geschlecht, das möglicherweise in einem Verwandtschaftsverhältnis, später auch in einem Lehensverhältnis zu den Grafen von Vaihingen stand. So erschienen die Herren von Bromberg häufig in deren Urkunden als prominente Zeugen, bis der letzte Bromberger vor Ort durch Vaihinger Hand zu Tode kam: |

- 1203 schlichtete Bischof Konrad von Speyer einen Streit zwischen Walter von „Branburc“ und dem Kloster Maulbronn über das Patronatsrecht der Pfarrei in Knittlingen.[13]
- 1236 trat „Cunradus de Branburch“ in Hagenau als Zeuge des kaiserlichen Hofrichters Albert von Rosswag auf.[14]
- 1241 bezeugte „Cunradus de Braamberc“ in Wimpfen das Testament des Edelfreien Belrein von Eselsberg, dessen Erbtochter Agnes Herrschaft und Burg Eselsberg in ihre Ehe mit Graf Konrad II. von Vaihingen einbrachte.[15]
- 1271 trat „Ůl. de Branburc“ als edelfreier Zeuge für Graf Konrad II. von Vaihingen, der dem Bischof von Würzburg Güter in Glattbach und Enzweihingen verschrieb, vor allen anderen weltlichen Zeugen auf.[16]
- 1277 bezeugte der zusammen mit dem Grafen Ulrich von Asperg prominent aufgeführte Ulrich von „Branburc“ für Graf Konrad III. von Vaihingen dessen Verkauf des Dorfes Gündelbach und der Vogtei über den klösterlichen „Bauhof“ Steinbach (Steinbachhof bei Gündelbach) an Abt Hildebrand und den Konvent von Kloster Maulbronn.[17]
- 1283 bezeichnete Graf Konrad III. von Vaihingen bei der Ablösung seines Vogteirechts in Hohenhaslach die Herren „Ulrici comitis de Asperc soceri nostri et domini Erkengeri de Maginheim et domini Ulrici de Branburc“ als nahestehend bzw. verschwägert.[18]
- 1285 besiegelte Ulrich von Bromberg in Vaihingen an der Enz die Urkunde Graf Konrads III. von Vaihingen, der dem Kloster Maulbronn Güter und Rechte in Hohen- und Nieder-Haslach überschrieb.[19]
- 1286 verkauften Berthold, Ulrich, Konrad und Volmar von „Branburc“ an das Kloster Maulbronn acht Ohm von der Weinbede in Gündelbach („precaria nostra vini in Gindratebach“), „in demselben Recht, wie ihr Vater und sie dieselbe seither empfangen haben“, um 26 Pfund 5 Schilling Heller.[20]
- 1301 verzichteten die Brüder Ulrich, Konrad und Volmar auf Ansprüche an Gütern zu Feldrennach.[21]
- 1335 wurde „Klein-Ulrich“ (Junior), vermutlich Sohn des vorgenannten Ulrichs von Bromberg, vom Grafen Konrad IV. von Vaihingen „in Verbindung mit Berthold von Massenbach, Heinrich von Neipperg und Hans von Gemmingen“ getötet, weshalb dieselben zur Sühne verschiedene Stiftungen an die Frühmesse zu Horrheim machten.[22] Die oder der Bromberger stand[en] bei dieser Fehde also nicht an der Seite des Vaihinger Grafen. Dazu passt, dass derzeit die Burg Bromberg bereits der „Oberlehensherrlichkeit“ der Grafen von Württemberg angetragen war.[23]

### Nachfolgende Burgherren
- 1317 verkaufte „Ulrich vom Stein“ dem Kloster Maulbronn 15 Pfund Heller jährlichen Zins aus der unmittelbar benachbarten Mühle in Schippach „nebst 3 Pfund Heller jährlichen Zins auf der oberen Mühle (Bromberger Mühle) und 6 Hühner auf der Kalkwiese“ bei Ochsenbach[24] und hatte entweder bereits teilweise die Nachfolge der Burgherren von Bromberg angetreten oder es handelte sich hierbei um „Klein-Ulrich“, der einen Namenswechsel vollzogen haben könnte.
- Vermutlich seit dem Tod „Klein-Ulrichs“ 1335, gesichert ab 1338 waren die Herren vom Stein (Weißenstein) alleinige Burgherren auf Bromberg.[25] 1338 versprach Ludwig vom Stein, der zwei Drittel der Burg vom Grafen Ulrich von Württemberg zu Erblehen erhalten hatte, dass sie dem Grafen stets ein offenes Haus sein solle. Das dritte Drittel hatte zu dieser Zeit entweder dessen Bruder oder bereits sein Neffe Johannes von Stein.[26]
- 1370 verkaufte Ludwigs Sohn Hännslin seinen Anteil „an Albrecht von Güglingen des Grauen Bruder“, der damit wiederum von Württemberg belehnt wurde.
- 1390, 1392 und 1399 sind die Brüder Eberhard, Hennel und Reinhard von Sternenfels als Inhaber der Ortsherrschaft dokumentiert, die wie ihr Nachfolger Eberhard von Sternenfels (1428) revertierten, ihre „Feste“ den Württemberger Grafen „zu einem offenen Haus zu erhalten“.
- 1436 kaufte Seifried Osterbrunn I. von Riexingen die dem Haus Württemberg lehnbare Burg Bromberg samt Zugehörden von Eberhard von Sternenfels. Damit wurden die Riexinger auch Herren von Spielberg. 1447 verpfändete er seinen neuen Sitz vorübergehend an Georg von Nippenburg. 1464 verkaufte Osterbrunn von Riexingen Teile des Burglehens Bromberg samt Zugehör an die mit ihm verwandten Herren Schwarzfritz von Sachsenheim, Hans von Liebenstein sowie Hans und Konrad von Sachsenheim, die das Gut aufteilten. Die beiden letztgenannten erhielten laut Paulus „die obere Hälfte des Burgstadels mit Zugehörden, insbesondere 265 Morgen Walds mit den darin liegenden Wiesen“. Dazu zählten nach einem späteren Kaufbrief das Schloss „samt einer davor stehenden Behausung, Scheuern, Stallung, Hofraithen, und allen anderen Zugehörden und Gerechtigkeiten, Gärten und Gütern“ sowie das „Waidwerk auf dem Bromberg und auf Ochsenbacher, Spielberger, Hohenhaslacher, Horrheimer und Steinbacher Zehenten“.[27]
- 1487 versetzten die Brüder Seifried III. und Jörg von Riexingen sowie dessen Gattin Anna von Venningen die Feste Bromberg um 400 Gulden an Hans von Ützlingen.[28]
- 1492 gehörte der obere Teil Hans von Ützlingen, von dem er 1511 über dessen Gattin Agathe von Ützlingen an Richwin von Wittershausen gekommen war. 1524 war er in Händen von Ulrich von Wittershausen, dessen Familie ihren Anteil an Bromberg behielt, bis 1650 Heinrich Philipp von Wittershausen und seine Schwestern Burg und Zugehörden um 5200 fl. an Ursula von Schemberg geb. Zollikofer verkauften.
- 1521 stellte Hans von Riexingen Kaiser Karl V. „als Inhaber des Fürstentums Württemberg“ noch einen Lehensrevers um „die halbe Feste Bromberg“ aus.[29]
- 1651 erbte Schembergs Sohn aus erster Ehe, Hans Sigmund Hehlin, den oberen Teil. 1654 erhielt er von Herzog Eberhard III. von Württemberg die Erlaubnis, auch den unteren Teil um den „Nirbenhof“ zu erwerben. Dazu gehörte laut Lagerbuch von 1603 „eine neue Behausung, Scheuer, Ställe und Bronnen, dazu sonstige andere Zugehör, alles unterhalb des Schlosses bei einander liegend, Äcker, Wiesen, 267 Morgen Walds, Gülten, Leibeigene an verschiedenen Orten […]“. Als Lehensbesitzer dieser unteren Hälfte sind bis 1554 die Herren von Riexingen dokumentiert. Zu ihren Nachfolgern zählten der herzogliche Jägermeister Jordan von Braitenbach, ab 1594 der Rat und Kartograph Georg Gadner von Garneck, ab 1606 dessen Schwiegersohn und Forstmeister im Stromberg, Poppo von Witzleben, und dessen Erben, die den Nirbenhof samt Zugehörden schließlich an Hehlin, Besitzer der oberen Hälfte, verkauften.[30]
- 1664 verkaufte Hans Sigmund Hehlin den Oberen und den Unteren Bromberg um 10.000 fl. und 300 fl. Leihkauf an Herzog Eberhard III. von Württemberg, der Bromberg zunächst der herzoglichen Rentkammer zuteilte, die Bromberg am 4. Juni 1766 den drei Gemeinden Hohenhaslach, Ochsenbach und Spielberg „um jährlich 800 fl. in perpetuirlichen Bestand“ übergab.[31]

## Relikte
Das seit den 1730er Jahren wegen seiner Baufälligkeit nicht mehr bewohnbare Schloss fiel der Gemeinde Ochsenbach zu, die die Ruine 1824 bis auf die Fundamente abtragen ließ und die Steine „zum Bau der im Thal vorbeiführenden Vicinalstraße“ verwendete. Der teils abgestufte Kegelstumpf des Burgstalls, der Weg um dessen Ost- und Südflanke herum zum ehemaligen Tor sowie Relikte der Wall- und Graben-Anlage sind heute noch sichtbar. Geländestufen weisen auf eine Vorburg und einen doppelten Mauerring um die Kernburg hin. Im größeren Halsgraben finden sich Bruchstücke alter Biberschwanz-Ziegel. Die Mauersteine liegen vermutlich noch immer unter der Landesstraße 1110. Die Hänge um den Burgstall dienen heute als Weiden für Pferde und Rinder, die die natürliche Sukzession verhindern und damit die Einsehbarkeit vom Weidezaun aus bewahren.

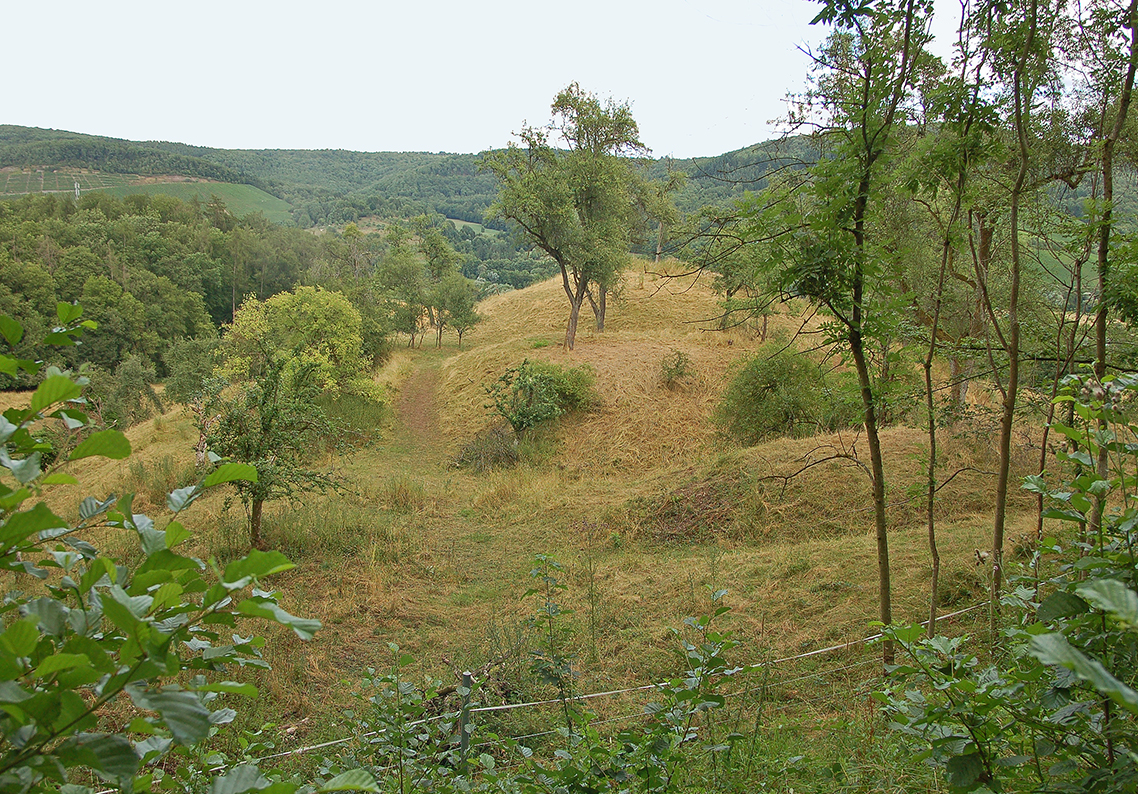
Burgstall mit doppeltem Halsgraben (von Westen)
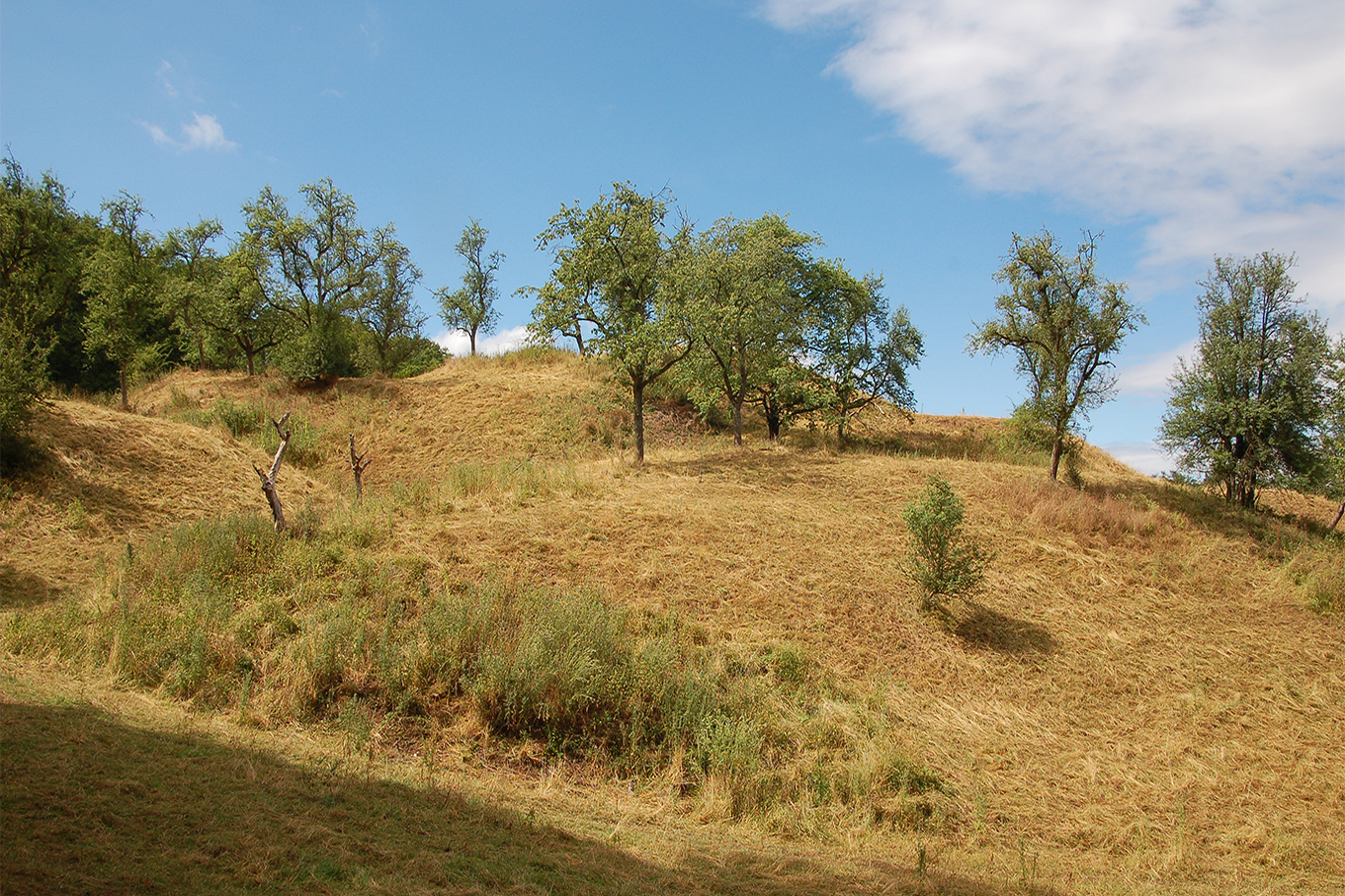
Abgestuftes Plateau der Burg (von Südosten)
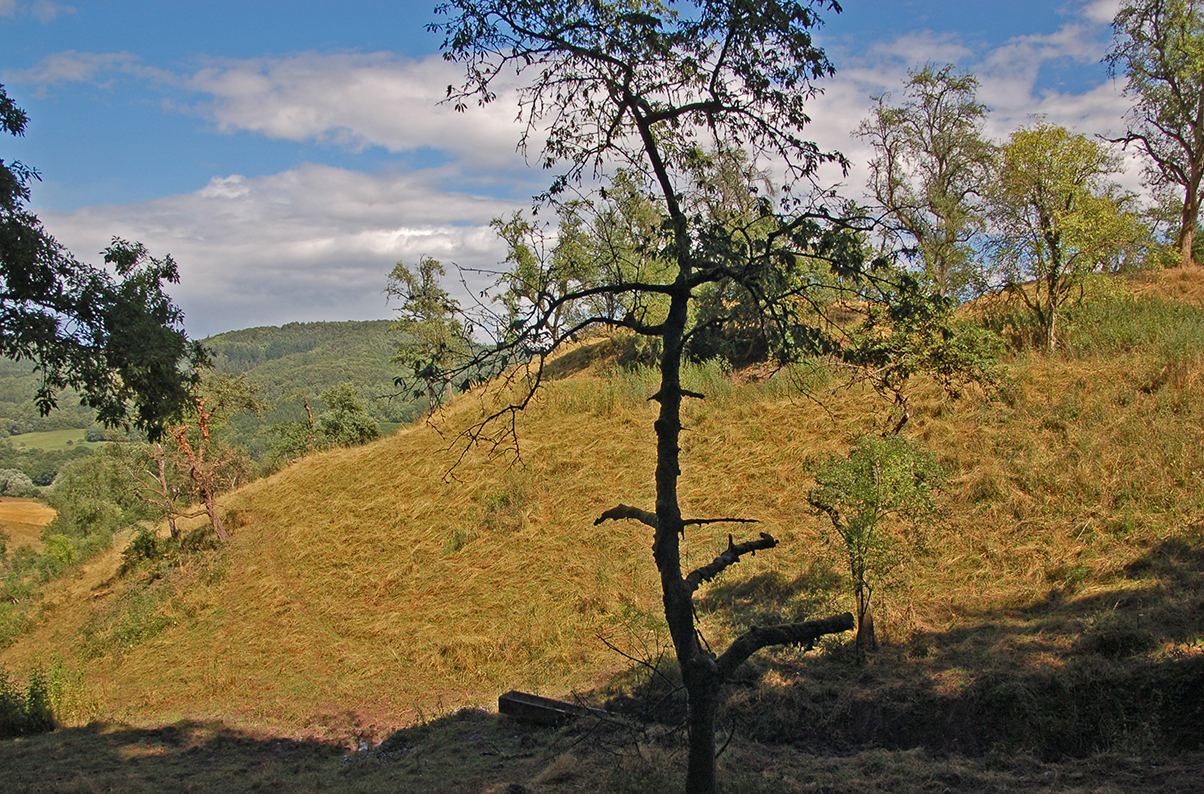
Steil abfallender Bergsporn (von Norden)
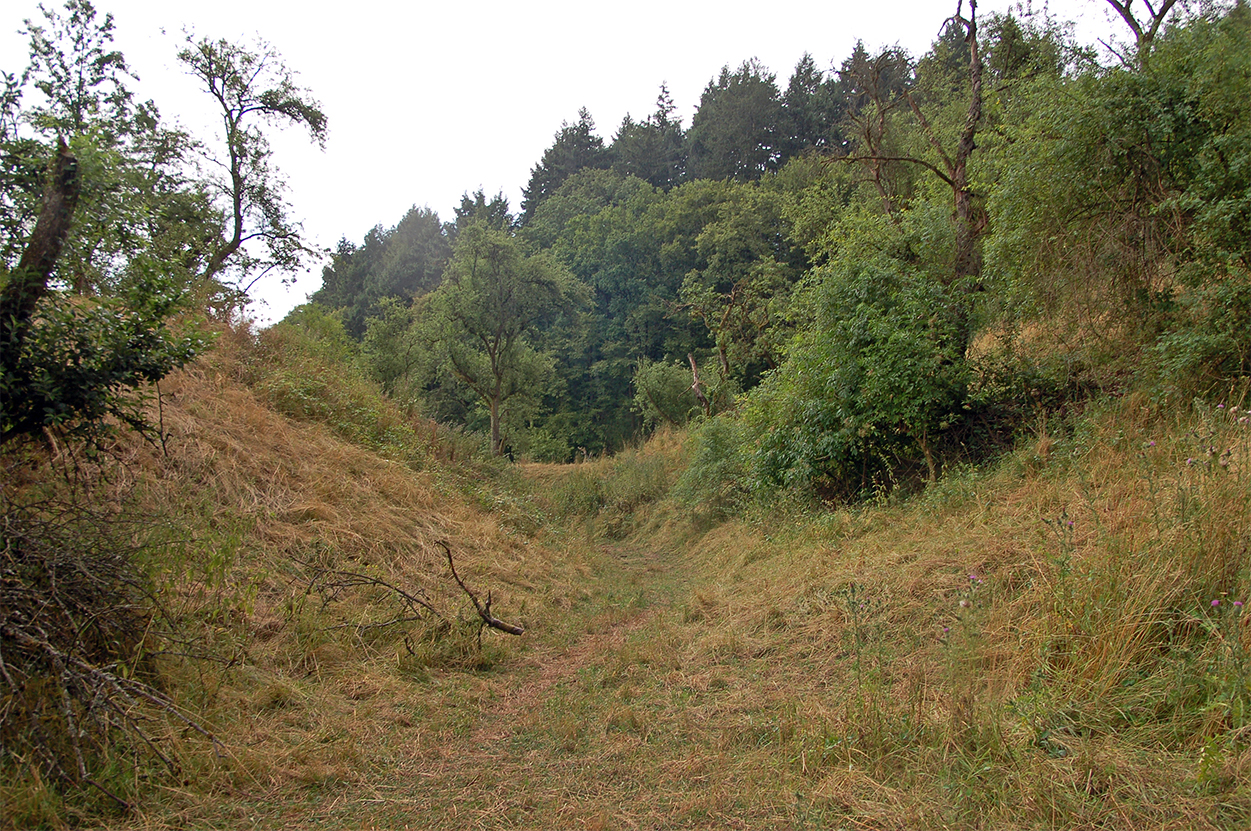
Größerer von zwei Halsgräben (von Nordwesten)
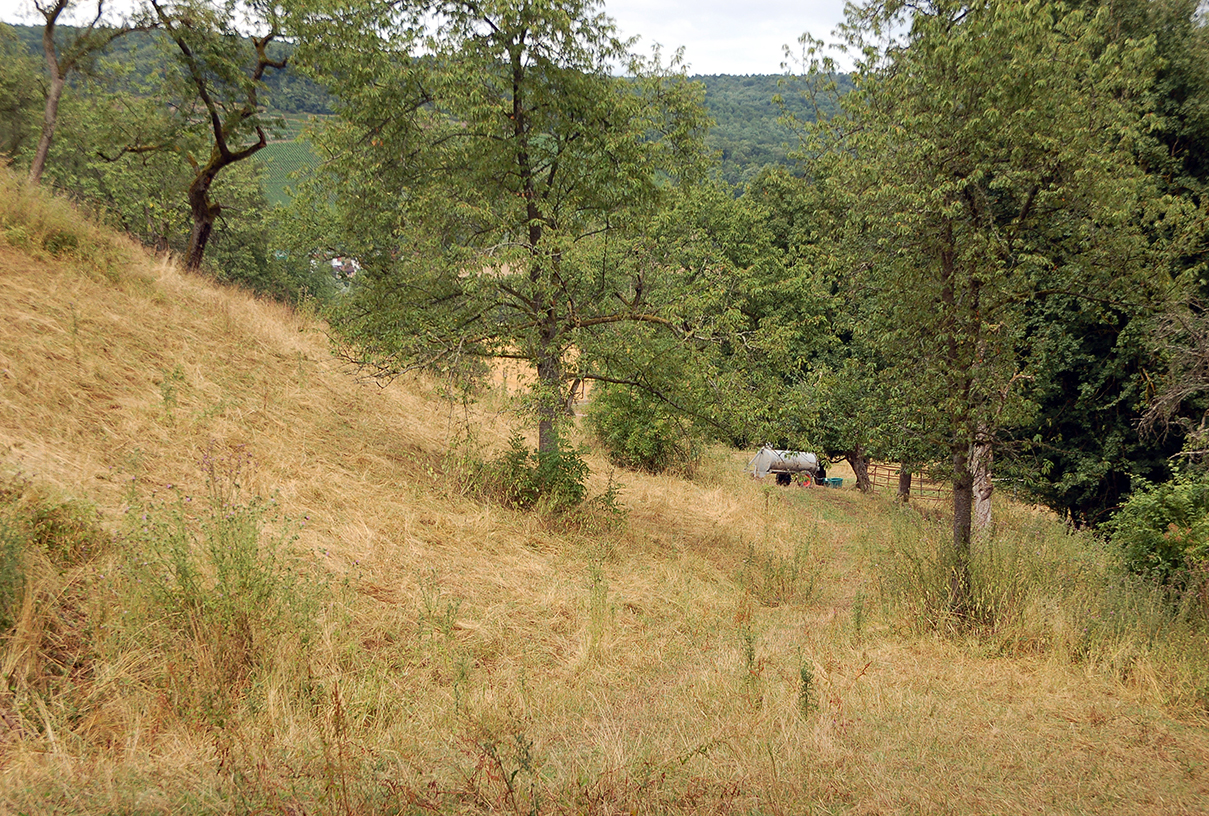
Weg südlich um den Bergsporn der Burg herum